# Óvik Ogannisián
Óvik Gáikovich Ogannisián –en ruso, Овик Гайкович Оганнисян– (Odintsovo, 25 de octubre de 1992) es un deportista ruso que compitió en boxeo. Ganó una medalla de bronce en el Campeonato Europeo de Boxeo Aficionado de 2013, en el peso mosca.

## Palmarés internacional
| Campeonato Europeo | Campeonato Europeo  | Campeonato Europeo | Campeonato Europeo |
| Año                | Lugar               | Medalla            | Categoría          |
| ------------------ | ------------------- | ------------------ | ------------------ |
| 2013               | Minsk (Bielorrusia) | Medalla de bronce  | 52 kg              |